# Antidesma maclurei
Antidesma maclurei är en emblikaväxtart som beskrevs av Elmer Drew Merrill. Antidesma maclurei ingår i släktet Antidesma och familjen emblikaväxter. Inga underarter finns listade i Catalogue of Life.